# Omomiłek barkoplamy
Omomiłek barkoplamy (Cantharis quadripunctata) – gatunek chrząszcza z rodziny omomiłkowatych i podrodziny Cantharinae.

## Taksonomia
Gatunek ten opisany został po raz pierwszy w 1776 roku przez Ottona Friedricha Müllera pod nazwą Telephorus quadripunctata.

## Morfologia
Chrząszcz o wydłużonym ciele długości od 8 do 10 mm. Głowę ma przed oczami pomarańczową, a dalej czarną, niekiedy z czerwonożółtą kropką za oczami, rzadko trafiają się aberracje z tyłem głowy żółtawobrązowym. Przedplecze ma wypukłą krawędź przednią oraz zaokrąglone silniej niż u C. muelleri krawędzie boczne, kąty przednie i tylne. Ubarwienie przedplecza jest żółtawe do pomarańczowego z czarną plamą na dysku, która może mieć postać od niedużej kropki po szeroką przepaskę podłużną dochodzącą do krawędzi przedniej i tylnej. Kolor tarczki jest czarny. Pokrywy są żółtobrązowe z mocno rozmytymi, jasnopomarańczowymi plamami na barkach. Owłosienie pokryw jest krótkie i delikatne, nieco krótsze niż u C. muelleri. Odnóża mają zmienną kolorystykę, mogą być całe pomarańczowe, pomarańczowo-czarne lub całkiem czarne. Genitalia samca odznaczają się zaostrzonymi laterofizami oraz niewykraczającymi poza zarys tarczki grzbietowej paramerami.

## Ekologia i występowanie
Owad o borealno-górskim typie rozsiedlenia. Zamieszkuje wilgotne tereny otwarte i półotwarte, w tym doliny rzeczne, pobrzeża potoków, podmokłe łąki i młaki. Występuje na nizinach i w górach, gdzie dochodzi do rzędnych około 2000 m n.p.m. Osobniki dorosłe obserwuje się od kwietnia do przełomu czerwca i lipca, najliczniej w maju. Żerują na pyłku kwiatowym oraz owadach o miękkim ciele.
Gatunek palearktyczny, znany z Niemiec, Szwajcarii, Austrii, Danii, Szwecji, Norwegii, Finlandii, Estonii, Litwy, Polski, Czech, Słowacji, Białorusi, Ukrainy, Bośni i Hercegowiny, Rumunii, Bułgarii, Grecji, europejskiej i zachodniosyberyjskiej części Rosji, Gruzji, Armenii, Azerbejdżanu, Turcji oraz Iranu. W Polsce współcześnie występuje tylko w górach, ale z poprzednich stuleci znane są rekordy z dwóch stanowisk na nizinach.